# Biblioteca de Laval
La Biblioteca de Laval (en francés: Bibliothèque de Laval) es el sistema de bibliotecas públicas de Laval, en la provincia de Quebec, al este de Canadá.
Es uno de los mayores sistemas de bibliotecas públicas en francés de la provincia y en América del Norte. Tiene nueve diferentes ramas. La Biblioteca multicultural es la única que cuenta con libros en inglés y extranjeros, y las otras 8 son en su mayoría en francés (con la excepción de revistas, CD, DVD y vídeos). En 1995, la biblioteca pública Laval ofrecía más de 2 millones de documentos, a casi 92 000 lectores en 25 731 horas en servicio.